# Piz Christanas
Piz Christanas är en bergstopp i Schweiz.   Den ligger i regionen Engiadina Bassa/Val Müstair och kantonen Graubünden, i den östra delen av landet, 230 km öster om huvudstaden Bern. Toppen på Piz Christanas är 3 092 meter över havet, eller 800 meter över den omgivande terrängen. Bredden vid basen är 9,1 km.
Terrängen runt Piz Christanas är bergig åt sydväst, men åt nordost är den kuperad. Runt Piz Christanas är det glesbefolkat, med 16 invånare per kvadratkilometer.. Närmaste större samhälle är Scuol, 9,6 km nordväst om Piz Christanas. 
Trakten runt Piz Christanas består i huvudsak av gräsmarker.